# Porsche Cayman
Porsche Cayman – samochód sportowy klasy kompaktowej produkowany pod niemiecką marką Porsche w latach 2005–2025.

## Pierwsza generacja

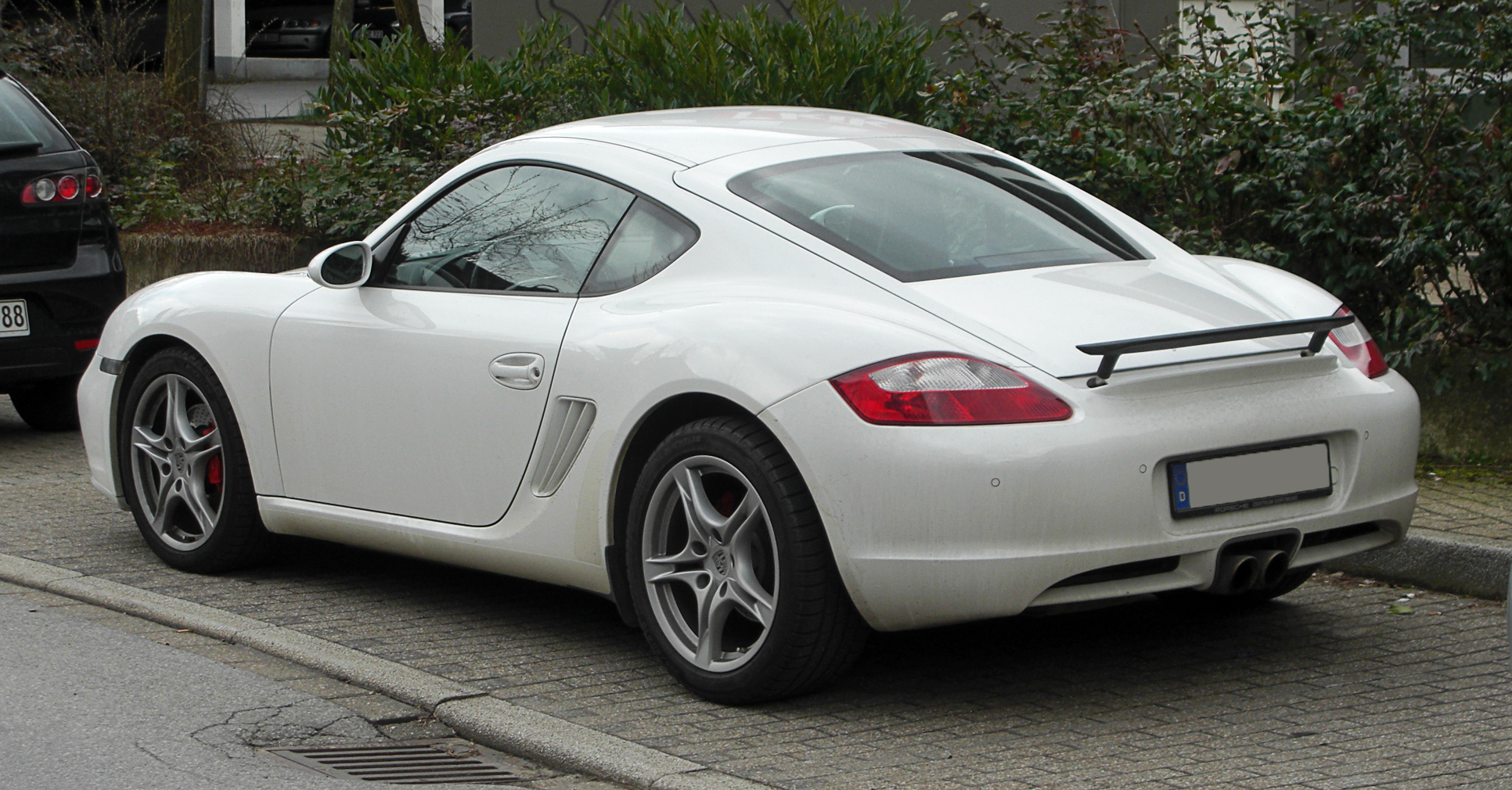
Porsche Cayman I (987c) - tył

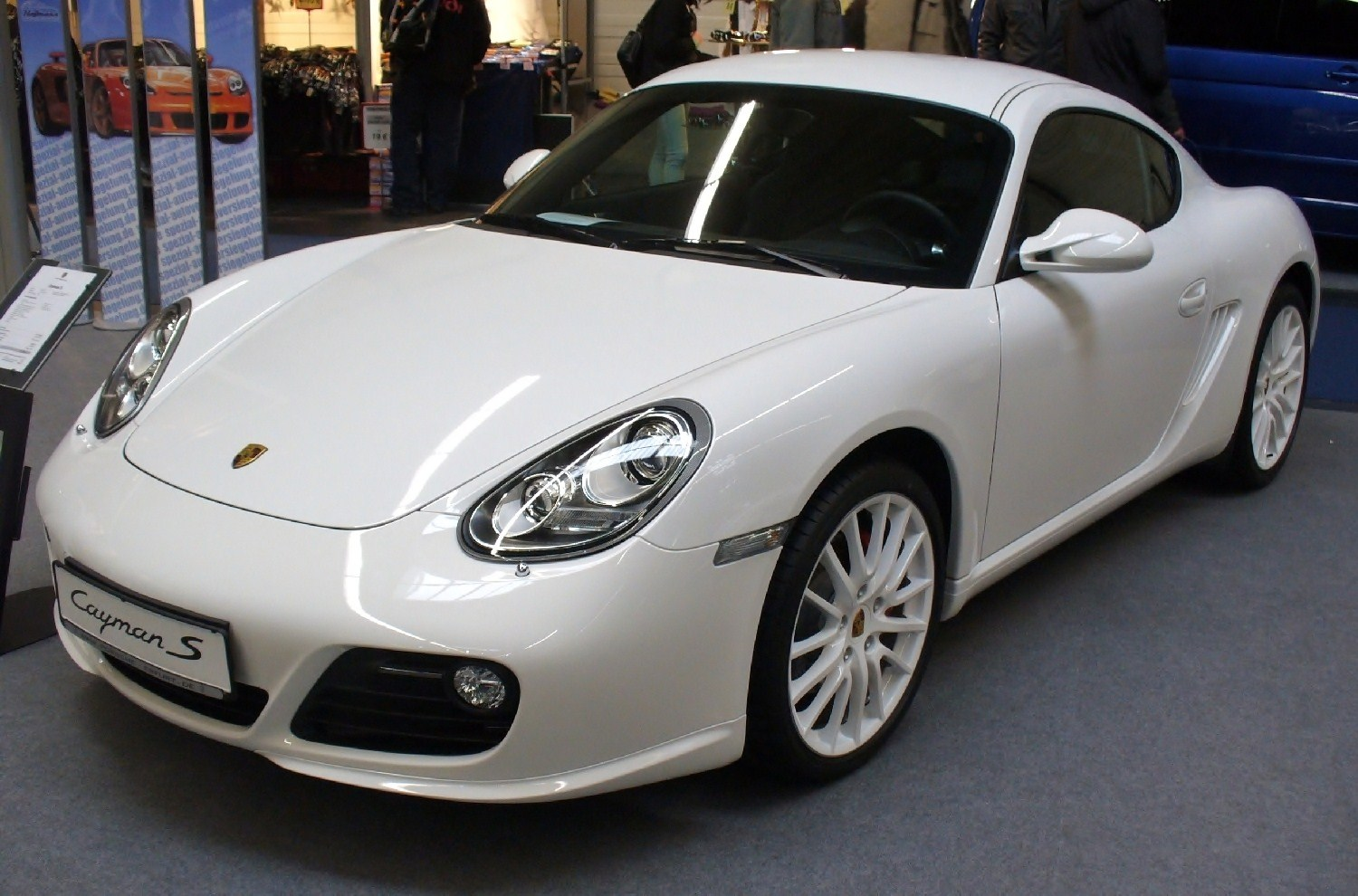
Porsche Cayman I (987c) po liftingu

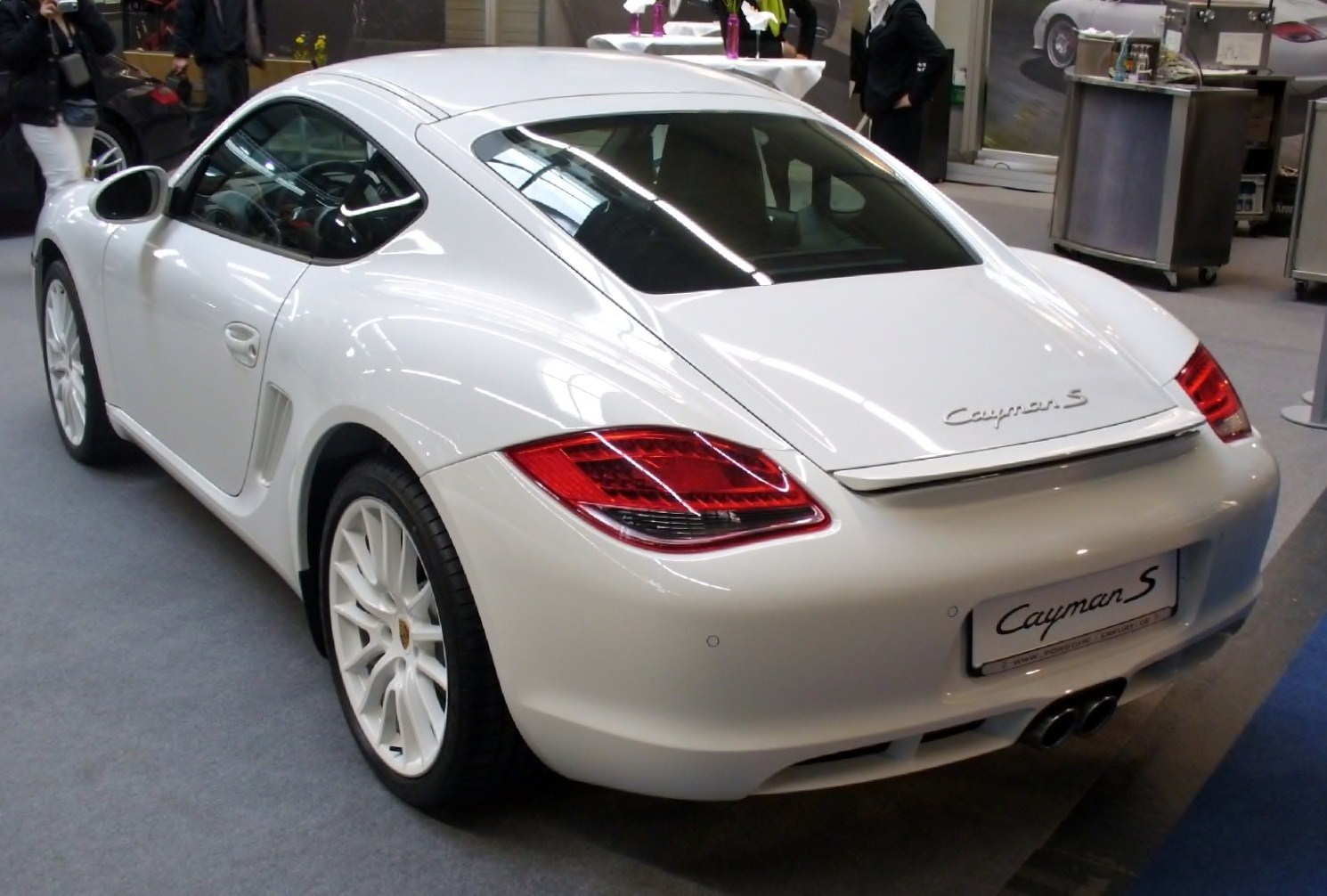
Porsche Cayman I (987c) - tył po liftingu

Porsche Cayman I  został zaprezentowany po raz pierwszy w 2005 roku.
Pierwsza generacja modelu Caymana otrzymała kod fabryczny 987c. Auto zostało zaprezentowane po dwóch latach badań w 2005 roku podczas targów motoryzacyjnych we Frankfurcie.
W 2006 roku model Cayman S zajął w konkursie na Światowy Samochód Roku 3. pozycję (za BMW E90 i Mazdą MX-5 3. generacji).
Mocno usportowiona wersja Cayman R ma moc 330 KM i masę własną 1295 kg. Z manualną skrzynią Cayman R rozwija 100 km/h w 5 s i rozpędza się do 282 km/h, a z przekładnią PDK potrzebuje 4,9 s i może rozpędzić się do 280 km/h. Oferowana była również opcjonalna funkcja Sport+, z którą do 100 km/h samochód rozpędzić można w 4,7 s, zrównując się z najszybszym 911 Carrera S.
Sześciocylindrowy silnik bokser o pojemności 3.4 l montowany w wersji Cayman S jest rozwinięciem jednostki pracującej w modelu Boxster S o pojemności 3.2 l. Wyposażony został także w kilka elementów w motoru 3.8 litra znanego z 997 S z zaimplementowanym systemem zmiennego czasu otwarcia zaworów. Zwykła wersja Caymana posiada ten sam rodzaj silnika lecz o pojemności 2.7 l. Silniki te zostały wykorzystane w modelach Boxster oraz Boxster S z rocznika 2007.

### Osiągi
Osiągi modelu Cayman S dorównują sztandarowemu modelowi Porsche, 911 Carrera. Mała różnica w osiągach pomiędzy Caymanem S a Carrerą 911 stała się przyczyną spekulacji, czy model Cayman nie stanie się przyczyną spadku sprzedaży modelu 911 z powodu swojej znacznie niższej ceny (w USA o około 12 500 $).

### Dane techniczne
| Model    | Cena w USD | Moc                                      | Moment obrotowy                     | 0-60 mph | V-max                             | Zużycie paliwa (EPA)   |
| -------- | ---------- | ---------------------------------------- | ----------------------------------- | -------- | --------------------------------- | ---------------------- |
| Cayman   | $49 400    | 245 hp @ 6,500 obr./min (265 od II 2009) | 201 lb-ft przy 4,600-6,000 obr./min | 5,3 s    | 160/161 mph (5-biegowy/6-biegowy) | 26 MPG (cykl mieszany) |
| Cayman S | $58 900    | 295 hp @ 6,250 obr./min (320 od II 2009) | 250 lb-ft przy 4,400-6,000 obr./min | 4,9 s    | 171 mph                           | 23 MPG (cykl mieszany) |

## Druga generacja

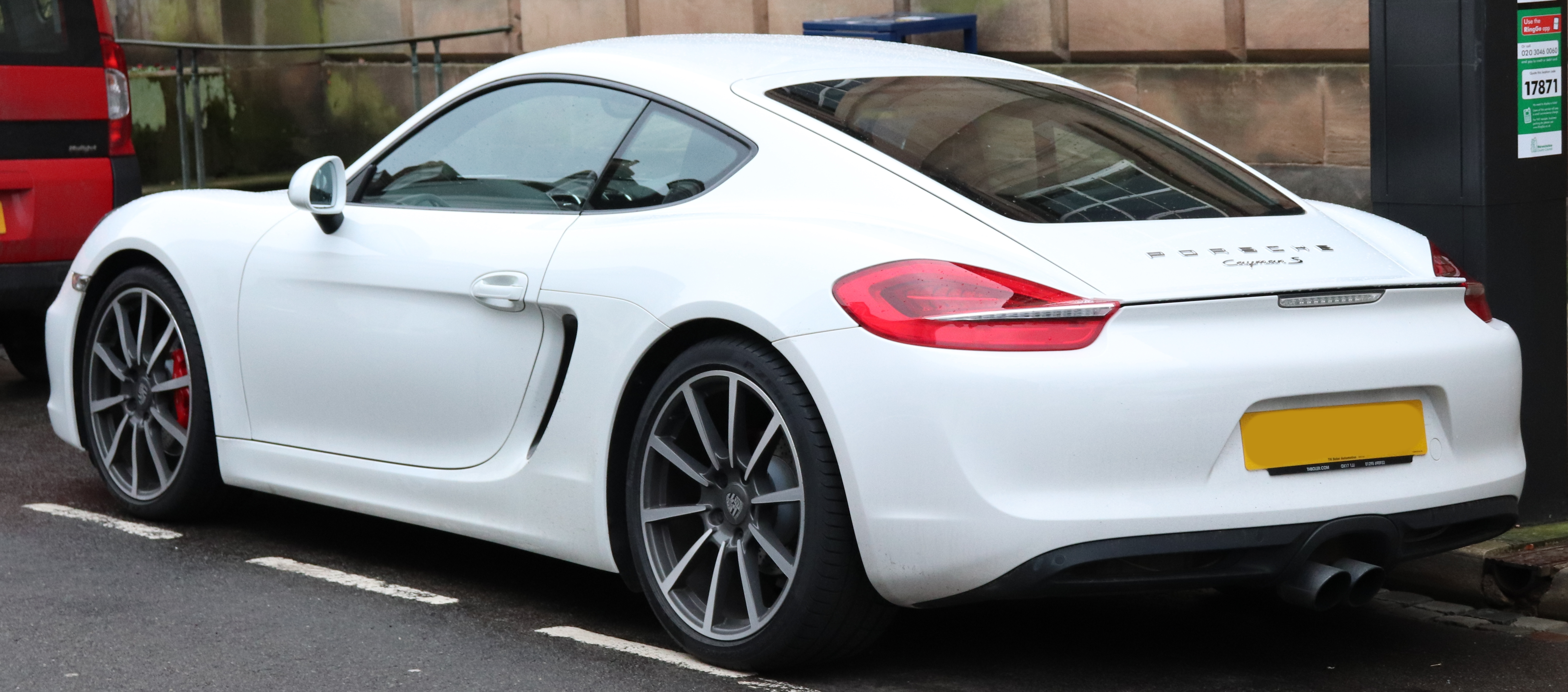
Porsche Cayman II (981c) - tył

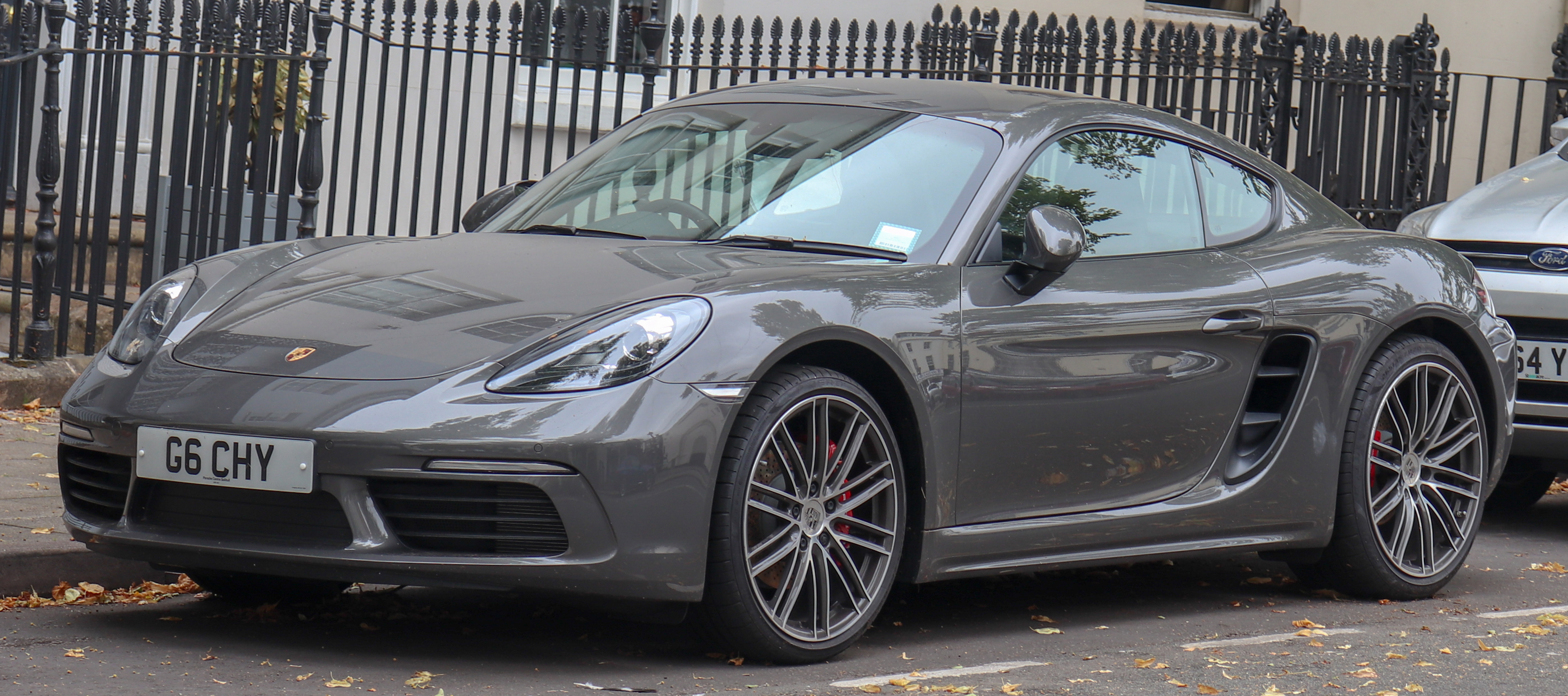
Porsche 718 Cayman II (982c) po liftingu

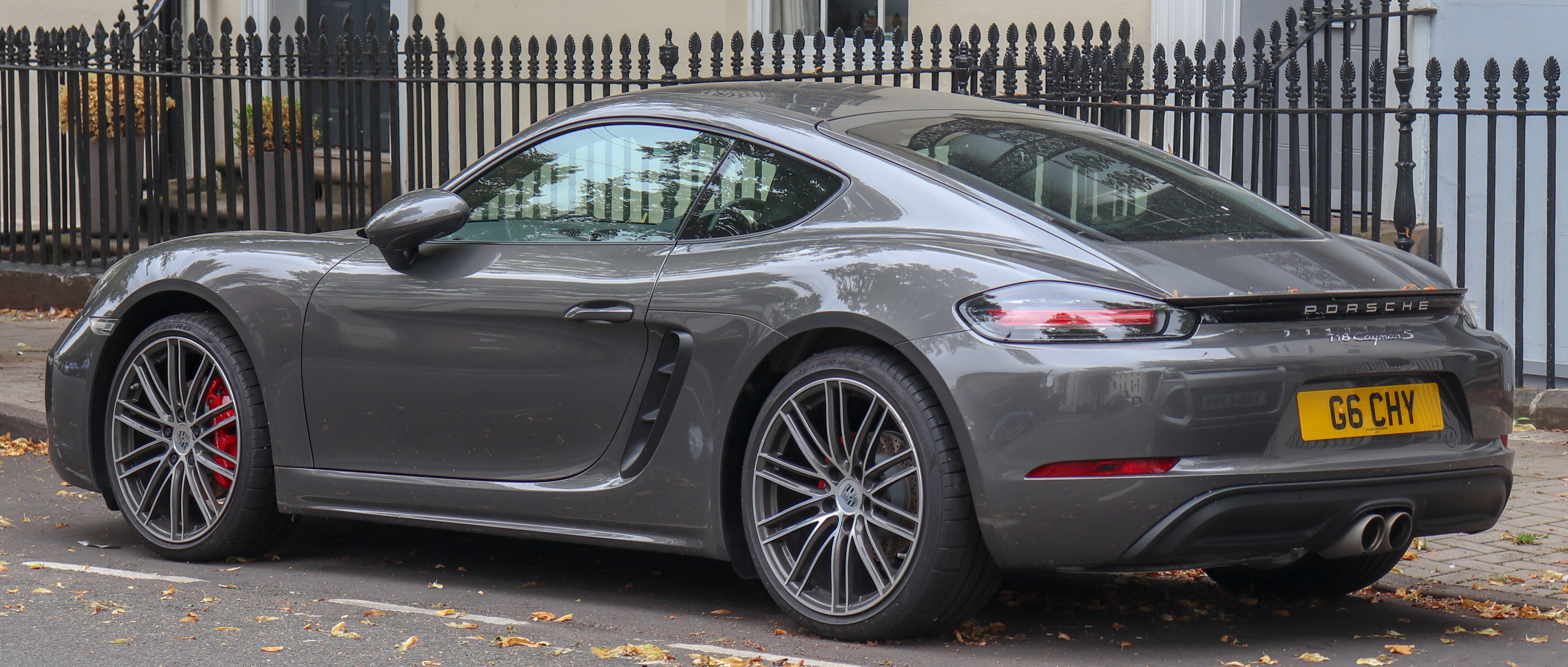
Porsche 718 Cayman II (982c) - tył po liftingu

Porsche Cayman II został zaprezentowany po raz pierwszy w marcu 2012 roku. W 2016 roku nazwę zmieniono na 718 Cayman.
Druga generacja Caymana otrzymała kod fabryczny 981c i zadebiutowała na marcowym Geneva Motor Show 2012 razem z odmianą roadster o nazwie Boxster. Oba modele posiadały to samo rozwiązanie dotyczące sposobu umiejscowienia silnika (centralnie) oraz wiele innych elementów, takich jak przednie zderzaki, pokrywa bagażnika, drzwi boczne, światła przednie oraz przednia część wnętrza. Stylistyka modelu Cayman pochodzi od dwóch klasycznych modeli Porsche: 550 Coupé oraz 904 Coupé. Konstrukcja zawieszenia jest oparta na tych samych rozwiązaniach co w modelu Boxster.
W 2013 roku samochód wspólnie z modele 981 Boxster zdobył tytuł World Performance Car of the Year.
W marcu 2014 roku Porsche zaprezentowało model Cayman w wersji GTS (Gran Turismo Sport). Auto napędzane jest silnikiem typu Boxer o mocy 340 KM i maksymalnym momencie obrotowym 380 Nm. Samochód w wersji z dwusprzęgłową przekładnią PDK rozpędza się do 100 km/h w 4,6 s. Auto trafiło do salonów w maju.

### Lifting i zmiana nazwy
W grudniu 2015 roku rodzina modeli Cayman i Boxster przeszła gruntowną modernizację, w ramach której zmodyfikowano także nazewnictwo. Od teraz, kompaktowy samochód sportowy Porsche nazywa się 718 Cayman i nosi nowy kod fabryczny 982c. Samochód zyskał m.in. przemodelowany kształt zderzaków, inny kształt reflektorów oraz zmodyfikowany pas tylny dopasowany wyglądem do innych modeli Porsche przedstawionych w tamtym czasie. W środku pojawił się nowy kokpit, gdzie zmodyfikowano m.in. kształt nawiewów i przyrządów w konsoli centralnej. Pod maskę trafiły nowe jednostki napędowe, a sprzedaż zmodernizowanego coupe ruszyła wiosną 2016 roku.

### Dane techniczne
| Kategoria             | Porsche Cayman        | Porsche Cayman S      |
| --------------------- | --------------------- | --------------------- |
| silnik                | 2.8 l                 | 3.5 l                 |
| moc maksymalna        | 275 KM                | 315 KM                |
| maks. moment obrotowy | 290 Nm                | 370 Nm                |
| masa własna           | 1310 kg               | 1320 kg               |
| 0–100 km/h            | 5,7 s / 5,6 z PDK     | 5,0 s / 4,9 s z PDK   |
| 0–160 km/h            | 12,9 s / 12,8 s z PDK | 10,8 s / 10,7 s z PDK |
| prędkość maks.        | 265 km/h              | 283 km/h              |